# U.S. Pro Tennis Championships 1980
Lo U.S. Pro Tennis Championships 1980  è stato un torneo di tennis giocato sulla terra rossa. È stata la 53ª edizione del torneo, che fa parte del Volvo Grand Prix 1980. Il torneo si è giocato al Longwood Cricket Club di Boston negli Stati Uniti, dal 14 al 20 luglio 1980.

## Campioni

### Singolare maschile
Eddie Dibbs ha battuto in finale  José Luis Clerc con il punteggio di 6–2, 6–1

### Doppio maschile
Gene Mayer /  Sandy Mayer hanno battuto in finale  Hans Gildemeister /  Andrés Gómez con il punteggio di 1–6, 6–4, 6–4